# 高見澤彗星
高見澤彗星（たかみざわすいせい、英語: 98P/Takamizawa）は、1984年に発見された短周期彗星。

## 発見
長野県のアマチュア天文家高見澤今朝雄は、1984年7月30日の夕刻、12cm20倍双眼鏡で彗星捜索中、見かけの等級10等、コマ直径2分角の新彗星をやぎ座に眼視発見した
初期軌道が求められると、スイスの天文学者パウル・ヴィルトが撮影した写真上から、7月6日に16等、8日に13等で写っていたことが判明した。

### 発見時の話題
発見時に使用された双眼鏡は、カツオ漁船で魚群捜索用に使用されていた中古のもので、入手1ヶ月後での彗星発見であった。

## 回帰
1984年の回帰は近日点通過が発見前の5月24日で、その頃の観測はない。同年8月初頭には9等で観測され、10月始めには18等まで減光した。
1991年の回帰では、2月17日にキットピーク国立天文台のスペースウォッチでJames V. Scotti（英語版）により19.9等級で検出された。検出後に、高知県の関勉が撮影した写真上から2月12日と22日のイメージも見つかった。近日点通過は8月17日で、6月から8月にかけて13等で眼視観測された。
1998年は回帰条件が悪く、18 - 20等で観測されたのみであった。2006年の回帰では3月6日の近日点通過以降に観測が行われ、最大15等で観測された。
2013年は3月に20等級で初観測された。8月5日に近日点を通過し、最大15.1等で観測された。
2021年は観測の状況が悪く、1月4日に近日点を通過したのち、18 - 21等で観測されたのみであった。